# Gary Moore
Robert William Gary Moore (Belfast, 4 de abril de 1952-Estepona, 6 de febrero de 2011) fue un músico, compositor y productor británico de blues rock y hard rock, conocido mayormente por haber sido guitarrista líder en bandas como Skid Row, Colosseum II y Thin Lizzy, y por su extensa carrera en solitario como vocalista.
Influenciado por guitarristas de blues y rock, a los diez años comenzó a practicar la guitarra de manera autodidacta con el apoyo principalmente de su padre. Luego de integrar algunas bandas locales, en 1968 se fue de Belfast para establecerse en Dublín. En la década de 1970 fue parte de Skid Row (1968-1971), Colosseum II (1975-1978) y Thin Lizzy (1974, 1977, 1978, 1979). Paralelo a ello, inició su carrera solista de manera parcial con Grinding Stone (1973) y Back on the Streets (1978), y colaboró como músico de sesión para artistas como Cozy Powell, Andrew Lloyd Webber, Eddie Howell, Rod Argent y Gary Boyle, entre otros. En 1979, luego de renunciar a Thin Lizzy, viajó a Los Ángeles y fundó G-Force, cuyo único álbum salió al mercado en 1980. Tras dos años de trabajar con Greg Lake, en 1982 firmó con Virgin Records y antes de terminar la década publicó cinco producciones con un estilo ligado al hard rock y heavy metal. Con ellos logró éxito comercial en Europa, principalmente en los países escandinavos.
A finales de 1989 anunció que estaba aburrido del metal y que haría el álbum que siempre quiso realizar. Titulado Still Got the Blues (1990), su estilo estaba enfocado en el blues, su principal gusto musical. A pesar del cambio de estilo, dicha producción le trajo consigo positivas críticas de la prensa especializada como también un importante éxito comercial, con ventas que superan los seis millones de copias. Dicho éxito lo replicó con After Hours (1992) y el vivo Blues Alive (1993). En 1993 hizo un paralelo a su carrera cuando formó el power trio Bruce–Baker–Moore junto con Jack Bruce y Ginger Baker; Around the Next Dream, su único disco, se publicó en 1994. Después de tributar a Peter Green —su principal influencia— con Blues for Greeny (1995), en la segunda mitad de los años 1990 experimentó con el pop y el dance con Dark Days in Paradise (1997) y A Different Beat (1999). En los años 2000 retomó el blues y el blues rock con cinco producciones de estudio y el hard rock con el álbum Scars (2002). En 2010 realizó una gira en donde volvió a interpretar sus éxitos de hard rock y heavy metal, y quería volver a tocar rock en un nuevo álbum de estudio. No obstante, estos planes se vieron trucados cuando el 6 de febrero de 2011 falleció a causa de un infarto agudo de miocardio, mientras estaba de vacaciones en Estepona (España).
Gary Moore es recordado por su trayectoria ecléctica, puesto que interpretó rock, hard rock, heavy metal, blues, blues rock, jazz fusión, entre otros estilos. Como guitarrista poseía una interpretación rápida y técnica, pero a la vez melódica y expresiva, dominaba distintas escalas y ejecutaba una variedad de recursos como por ejemplo el legato, hammer-on, shred y pull-off. Considerado como un virtuoso, pero subestimado, varios guitarristas de blues, hard rock y heavy metal lo han citado como una de sus influencias. A lo largo de su carrera principalmente se asoció a la Gibson Les Paul 1959, aunque tocó guitarras de diversas marcas como Fender, PRS Guitars, Takamine, Hamer y Charvel. Después de su fallecimiento, ha sido homenajeado y tributado por varios artistas, se han editado producciones póstumas y algunas publicaciones como Total Guitar, Classic Rock y Louder lo han incluido en sus listas de los mejores guitarristas de todos los tiempos.

## Biografía

### Primeros años y su inicio en la música

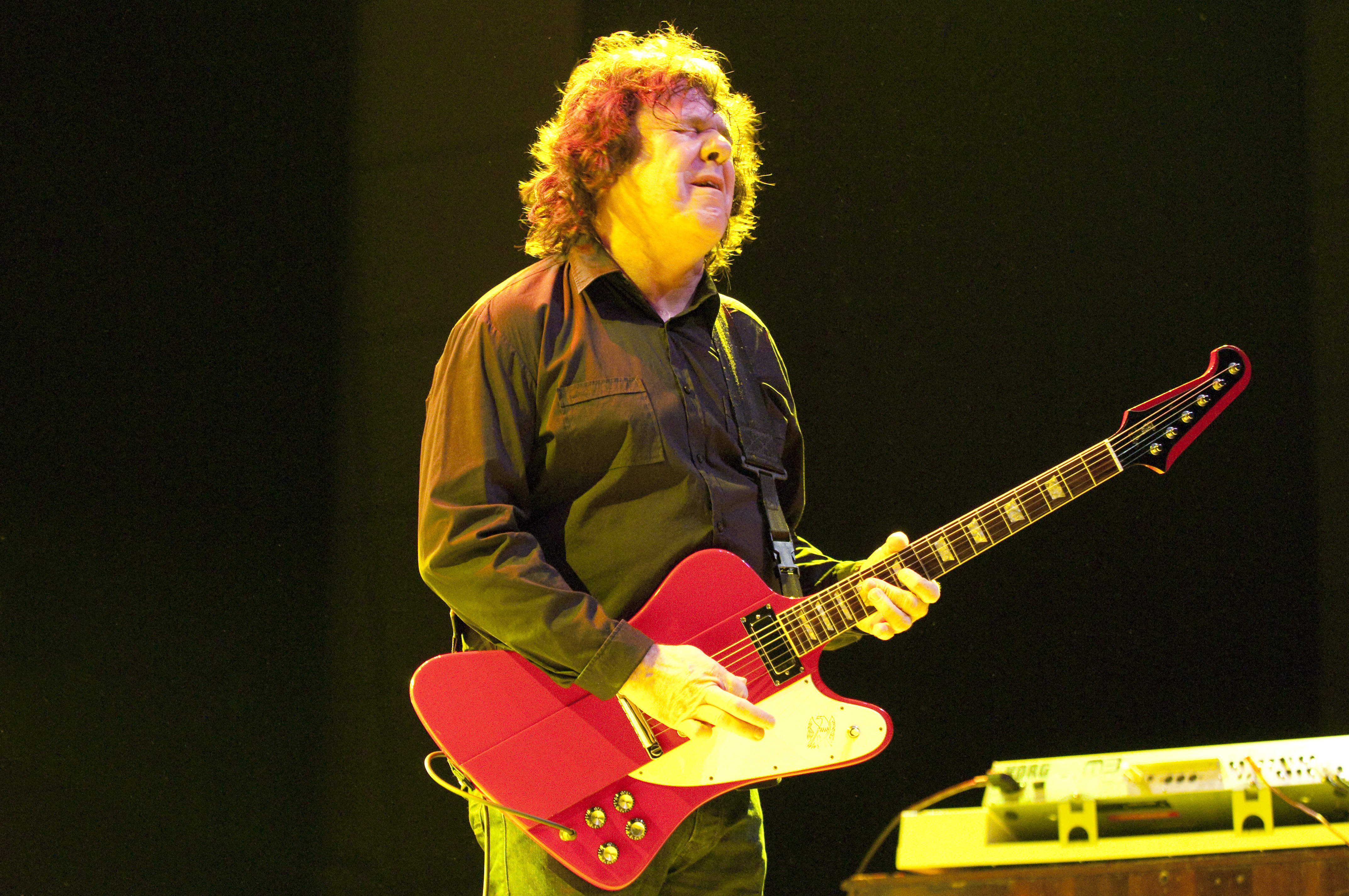
Gary Moore en concierto el 21 de mayo de 2009.

Robert William Gary Moore nació el 4 de abril de 1952 en Belfast (Irlanda del Norte), aunque creció en el estado de Stormont, al este de la ciudad. Él era uno de los cinco hijos del matrimonio integrado por Winnie, un ama de casa, y Bobby, director del salón de baile Queen's Hall en Holywood. Su padre lo impulsó en el mundo de la música desde pequeño, ya que solía llevarlo con regularidad al salón a presenciar a las bandas que tocaban allí. A los seis años, lo invitó a cantar el tema «Sugartime» con una de esas agrupaciones, Moore recordó más tarde: «Mi padre fue el responsable de que comenzara en la música. Él siempre estuvo detrás de mí». Con diez años su padre le regaló una guitarra acústica usada marca Framus, con la cual practicaba de manera autodidacta las canciones de The Beatles y The Shadows. Aunque era zurdo, aprendió a tocar la guitarra con la mano derecha. Con once años fundó su primera banda llamada The Beat Boys, en la que versionaba los éxitos de The Beatles, y posteriormente tocó en Barons, Platform Three y The Method, entre otras. En 1968 se fue de su casa por la mala relación de sus padres —quienes se separaron al año siguiente— y dejó Belfast antes de que comenzara el conflicto norirlandés.

### Carrera profesional: Skid Row, Thin Lizzy y Colosseum II

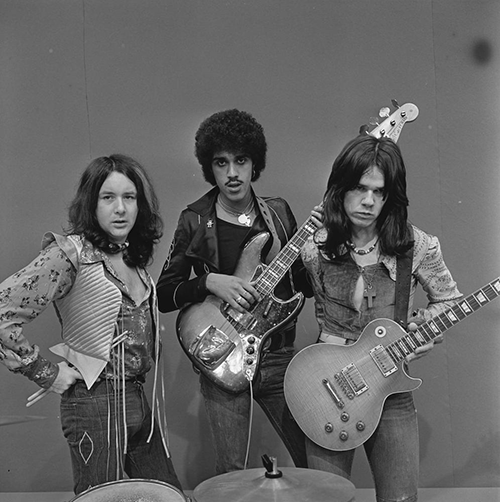
Gary Moore (a la derecha) con Thin Lizzy en 1974.

Tras salir de Belfast se estableció en Dublín (Irlanda), en donde entró a Skid Row en reemplazo de Bernard Cheevers. Integrada además por Phil Lynott (voz), Brendan «Brush» Shiels (bajo) y Noel Brigdeman (batería), en 1969 editaron su primer sencillo «New Places, Old Faces» con el sello irlandés Songs Records. A los pocos meses después, luego de una licencia médica que presentó Lynott, Shields le pidió a este que dejara la banda. En vez de contratar a un suplente, Skid Row continuó como un power trio con Shields asumiendo la labor de vocalista. En enero de 1970 abrieron algunos conciertos de Fleetwood Mac, cuyo líder Peter Green, impresionado por sus habilidades, los ayudó a conseguir un contrato discográfico con CBS Records. Con un sonido que mezclaba blues, jazz y heavy rock, su álbum debut Skid escaló hasta el puesto 30 en el UK Albums Chart del Reino Unido. Al año siguiente publicaron 34 Hours con el cual salieron de gira por Europa y los Estados Unidos. Sin embargo, en el otoño boreal de 1971 mientras estaban registrando un tercer disco, Moore decidió renunciar para iniciar una carrera solista con el argumento de que estaba frustrado por las limitaciones de Skid Row. En retrospectiva, el guitarrista comentó sobre el grupo: «Skid Row fue una risa, pero no tengo buenos recuerdos de eso, porque en ese momento estaba muy confundido acerca de lo que estaba haciendo».
Luego de renunciar a Skid Row y antes de iniciar su carrera solista, hizo una aparición especial en la agrupación folclórica irlandesa Dr. Strangely Strange. En 1973 publicó su álbum debut titulado Grinding Stone, en cuya portada fue acreditado como The Gary Moore Band. Con un estilo que mezclaba blues, jazz, funk y fusión, no tuvo un impacto comercial y recibió críticas negativas por parte de la prensa especializada contemporánea, por ejemplo Guitar World lo llamó un «fracaso» y Classic Rock un disco «sin identidad clara», aunque MusicRadar destacó el «gran trabajo de guitarra». A inicios de 1974, Phil Lynott —quien tras su salida de Skid Row fundó Thin Lizzy— lo llamó para que tocara con ellos en unas presentaciones programadas para los primeros meses de ese año, luego de la renuncia de Eric Bell. Durante su paso por la mencionada banda, Moore grabó tres canciones, entre ellas «Still in Love with You» la cual coescribió con Lynott. A pesar de que disfrutaba su tiempo con Thin Lizzy, optó por renunciar en abril de 1974 debido al abuso de drogas y alcohol que existía en el seno de la banda.
En 1975 tocó la guitarra acústica en el tema «Miss Amerika» para el disco The Eddie Howell Gramophone Record de Eddie Howell y en ese mismo año el batería Jon Hiseman, exmiembro de Colosseum, lo convocó para formar una nueva agrupación llamada Colosseum II. Conformada además por Don Airey (teclados), Neil Murray (bajo) y Mike Starrs (voz), la banda debutó en 1976 con Strange New Flesh que poseía un estilo mixto entre fusión, hard rock y rock progresivo. Sin Starrs y con John Mole en reemplazo de Murray, en 1977 publicaron Electric Savage y War Dance. En ese mismo año se unió temporalmente a Thin Lizzy para apoyarlos en una gira por los Estados Unidos como teloneros de Queen, después de que Brian Robertson se cortara la mano. A pesar de que lo persuadieron para que se quedara, él optó por seguir en Colosseum II porque por aquel entonces se había editado War Dance. Sin embargo, en 1978 nuevamente volvió a Thin Lizzy tras la salida definitiva de Robertson y grabó con ellos Black Rose: A Rock Legend. En julio de 1979, en medio de una gira por los Estados Unidos, por segunda vez renunció, ya que se había cansado del creciente abuso de drogas de la banda. Posteriormente, afirmó que no se arrepintió de esa decisión, pero tal vez no fue la forma correcta de hacerlo.

### Back on the Streetsy el proyecto G-Force

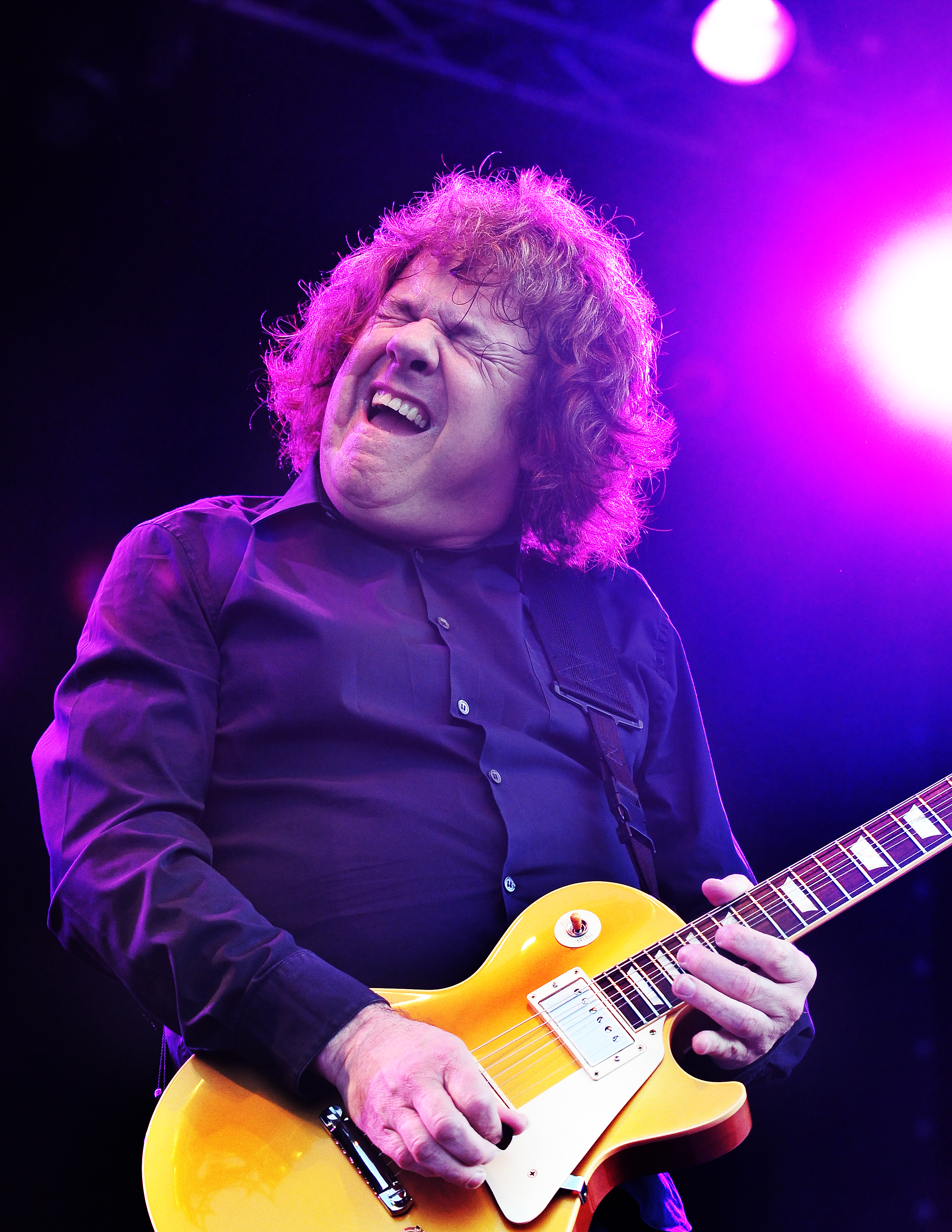
Gary en vivo en Pite Havsbad, Suecia, en 2008.

Aún siendo músico de Thin Lizzy, en 1978 colaboró en los álbumes de estudio Variations de Andrew Lloyd Webber, Moving Home de Rod Argent y Electric Glide de Gary Boyle; además, grabó y publicó su segunda producción solista Back on the Streets. Registrado con la ayuda de Phil Lynott (bajo y voces adicionales), Don Airey (teclados), Brian Downey (batería), Simon Phillips (batería) y John Mole (bajo), y con un estilo entre hard rock y blues rock, el crítico Eduardo Rivadavia, del sitio web AllMusic, lo llamó «mitad ganador, mitad fracaso». En ese sentido, solo ingresó en la lista británica UK Albums Chart en el puesto 70 y permaneció en ella únicamente por una semana. No obstante, su sencillo «Parisienne Walkways» alcanzó la casilla 8 del UK Singles Chart y en menos de un año la Industria Fonográfica Británica (BPI) le otorgó un disco de plata, por vender más de 200 000 copias en ese país. En 1979 tocó la guitarra en la canción «Killer» para el primer disco de Cozy Powell titulado Over the Top.
Luego de concretar su salida de Thin Lizzy, Moore se estableció en Los Ángeles. Allí firmó un contrato con Jet Records y junto con Glenn Hughes (voz y bajo) y Mark Nauseef (batería) fundó el proyecto G-Force. Sin embargo, al poco tiempo Hughes fue reemplazado por Willie Dee y Tony Newton debido a su problema con el alcohol. Por aquel entonces, Ozzy Osbourne lo quería para conformar su banda, pero él se negó principalmente por su polémica fama de adicciones; aun así, G-Force lo ayudó a audicionar a otros músicos. En 1980, salió a la venta el álbum G-Force que posee «riffs de hard rock y largos solos instrumentales». Después de girar como teloneros de Whitesnake, la agrupación se separó antes de finalizar el año. Entre 1981 y 1982 trabajó con el bajista Greg Lake, en cuyo período grabaron Greg Lake (1981), Manoeuvres (1983) y el vivo King Biscuit Flower Hour Presents Greg Lake In Concert, editado en 1996. En 1981, también compuso y tocó la guitarra en los temas «Sunset» y «The Blister» —esta última coescrita con Don Airey— para el segundo trabajo solista de Cozy Powell, Tilt. Al año siguiente, David Coverdale lo había considerado para que ingresara a Whitesnake en el período que estaban grabando Saints & Sinners, pero al final prefirió motivarlo para que continuara con su carrera solista porque la banda tenía dificultades con su representante musical.

### Los ochenta y su enfoque en elheavy metal

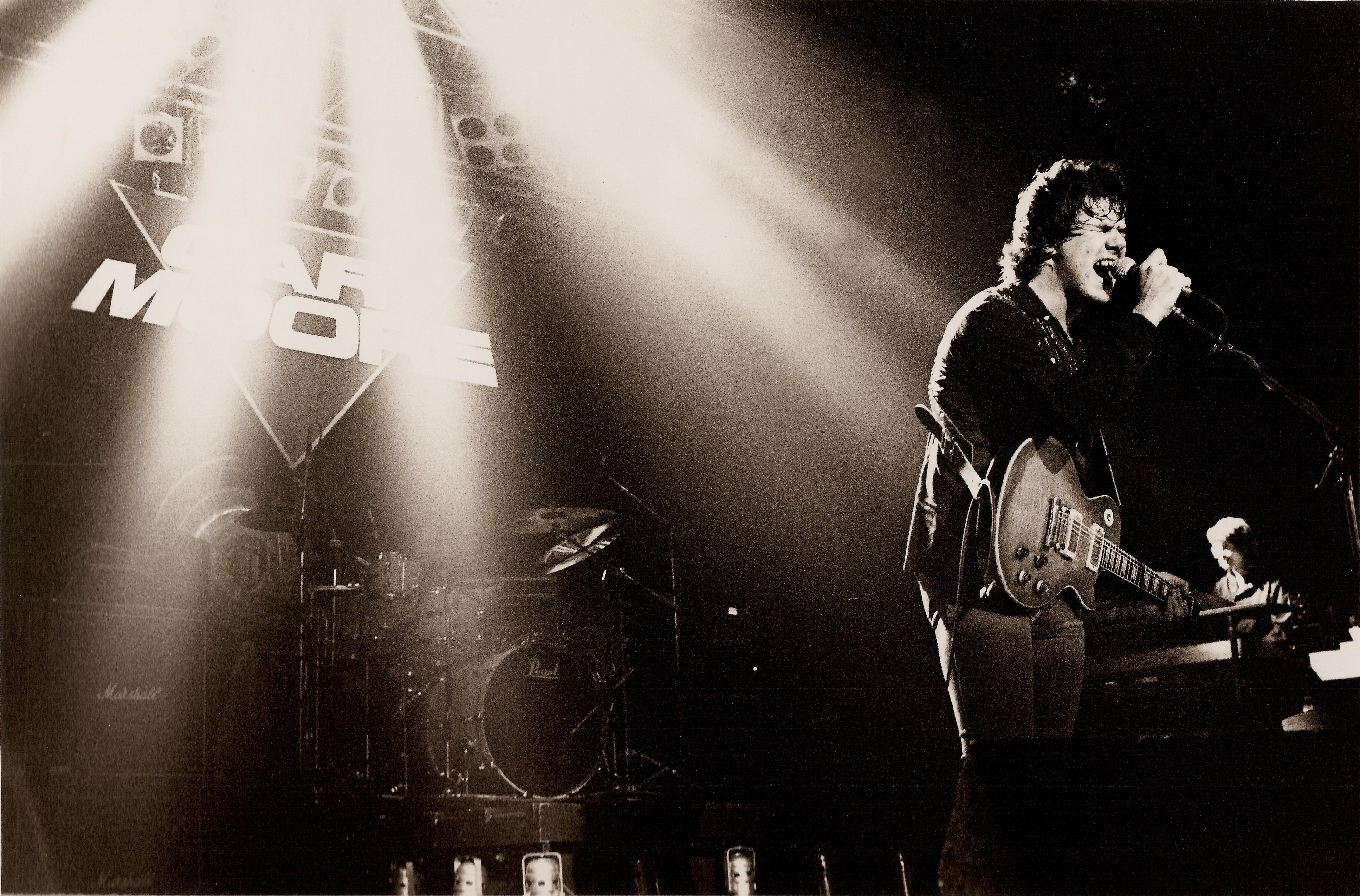
Gary Moore en el Manchester Apollo en 1983.

En 1982, de regreso en Londres, firmó con Virgin Records y antes de terminar el año salió a la venta Corridors of Power. Con un estilo inspirado en la nueva ola del heavy metal británico y con influencias del adult oriented rock estadounidense de conjuntos como Journey y REO Speedwagon, el disco no tuvo un gran éxito, ya que solo llegó hasta la casilla 30 en el UK Albums Chart del Reino Unido. No obstante, marcó su debut en la lista estadounidense Billboard 200 al alcanzar el puesto 149. Para la grabación de Corridors of Power, Moore contó con Neil Murray (bajo), Ian Paice (batería) y Tommy Eyre (teclados), pero para la respectiva gira promocional Eyre fue sustituido por Don Airey y se contrató al cantante John Sloman para compartir las labores vocales con Moore. Por aquel mismo tiempo, compuso y tocó la guitarra en la pista «Dartmoore» para el disco Octopuss de Cozy Powell. En mayo de 1983 se publicó en Japón su primer álbum en vivo titulado Rockin' Every Night - Live in Japan, registrado precisamente en ese país en enero del mismo año. Editado posteriormente en otros países —la versión europea salió en 1986— este fue su primer trabajo en ingresar en los conteos musicales de Finlandia y Australia. Con solo cuatro meses de diferencia, su antiguo sello Jet sacó al mercado Live at the Marquee, que contenía ocho temas en directo grabadas en el Club Marquee de Londres el 5 y 6 de noviembre de 1980.
Considerado por el propio guitarrista como un disco de heavy metal, Victims of the Future de 1983 vendió más que su anterior trabajo, trayéndole consigo un mayor éxito. Su cuarta producción de estudio llegó hasta el puesto 12 en la lista británica e ingresó también en las de Alemania, Países Bajos y Suecia. Asimismo, sus tres sencillos promocionales entraron entre los 100 más vendidos en el UK Singles Chart, situación que no ocurría desde 1978 con «Parisienne Walkways». Además, Victims of the Future presentó al teclista Neil Carter, quien durante la década de 1980 se convirtió en su principal colaborador y lo ayudó a definir su dirección musical. Por ese mismo período, Moore participó como artista invitado en ciertas presentaciones de la gira de despedida de Thin Lizzy, algunas de las canciones tocadas quedaron registradas en el disco en vivo Life (1983). Por su parte, para el Victims of Future Tour fueron contratados Craig Gruber y Bobby Chouinard para reemplazar a Neil Murray e Ian Paice respectivamente. Grabado en distintas ciudades del mundo entre ellas Detroit, Tokio y Glasgow, su tercer disco en vivo We Want Moore! (1984) recibió reseñas favorables de la crítica; Götz Kühnemund de la revista alemana Rock Hard lo calificó como su mejor lanzamiento hasta esa fecha. En ese mismo año Jet editó en Europa Dirty Fingers, disco registrado en 1980 antes de la conformación de G-Force y que presentaba a Charlie Huhn como covocalista. En 1985 y con la ayuda de varios músicos, entre ellos antiguos colaboradores, grabó Run for Cover. Esta producción logró un importante éxito comercial en los países escandinavos, ya que se situó entre los diez más vendidos en los conteos musicales de Noruega, Finlandia y Suecia. En este último país recibió un disco de oro y en menos de un mes desde su lanzamiento la BPI le confirió un disco de plata, al superar las 60 000 copias vendidas en el Reino Unido. Coescrita y cointerpretada por Moore y Lynott, su principal sencillo «Out in the Fields» ingresó en el top cinco de las listas de Irlanda y Reino Unido e inesperadamente se convirtió en la última grabación que realizó Lynott, quien falleció en enero de 1986. A modo de homenaje, en mayo un reformado Thin Lizzy tocó en el evento benéfico irlandés Self Aid, en donde Moore asumió la labor de vocalista.
De regreso a su carrera solista, para la gira de Run for Cover Moore consideró a Neil Carter (guitarra y teclados), Glenn Hughes (bajo) y Paul Thompson (batería), pero a último momento estos dos fueron reemplazados respectivamente por Bob Daisley y Gary Ferguson. Con esta misma formación comenzó a grabar un nuevo trabajo, no obstante, Ferguson renunció en el entretanto y en vez de buscar a un suplente Moore optó por usar una caja de ritmos. Aunque en el estudio contó con un batería real, el guitarrista no estuvo conforme con el resultado y prefirió mantener dicho instrumento electrónico. Con una mezcla entre blues, rock y música celta, Wild Frontier (1987) llegó a ser su primer disco en entrar entre los diez mejores de la lista UK Albums Chart y mantuvo su popularidad en los países escandinavos, puesto que consiguió el primer lugar en los conteos de Finlandia, Noruega y la segunda casilla en Suecia. Incluso su sencillo «Over the Hills and Far Away», escaló hasta la cima en las listas de éxito de Noruega y Finlandia. Gracias a la intervención de Daisley y después de una audición en enero de 1987, Moore contrató al batería Eric Singer para comenzar una de sus giras más exitosas, Wild Frontier Tour. En ese mismo período colaboró en el colectivo Ferry Aid tocando el solo de guitarra en la versión de «Let It Be» para recaudar fondos para los familiares de las víctimas del naufragio del transbordador MS Herald of Free Enterprise. A principios de 1988, él y Carter viajaron a Dublín para trabajar en su siguiente producción After the War (1989), que en ciertas canciones contó con la colaboración de Ozzy Osbourne, Cozy Powell y Andrew Eldritch, entre otros músicos. Al igual que sus anteriores álbumes, After the War logró buenas posiciones en las listas europeas, por ejemplo alcanzó el puesto 3 en los conteos de Finlandia, Noruega, Suecia y Suiza. También obtuvo un importante éxito en Alemania, en donde logró la segunda posición en la lista local y antes de terminar el año la Bundesverband Musikindustrie (BVMI) lo certificó con un disco de oro. Cuatro días antes de iniciar la gira promocional el batería Chris Slade reemplazó a Cozy Powell, quien de acuerdo con Neil Carter las cosas con él «realmente no estaban funcionando». Con presentaciones por Europa y Japón, el After the War World Tour culminó en Edimburgo en mayo de 1989.

### Su retorno albluesy elpower tríoBBM

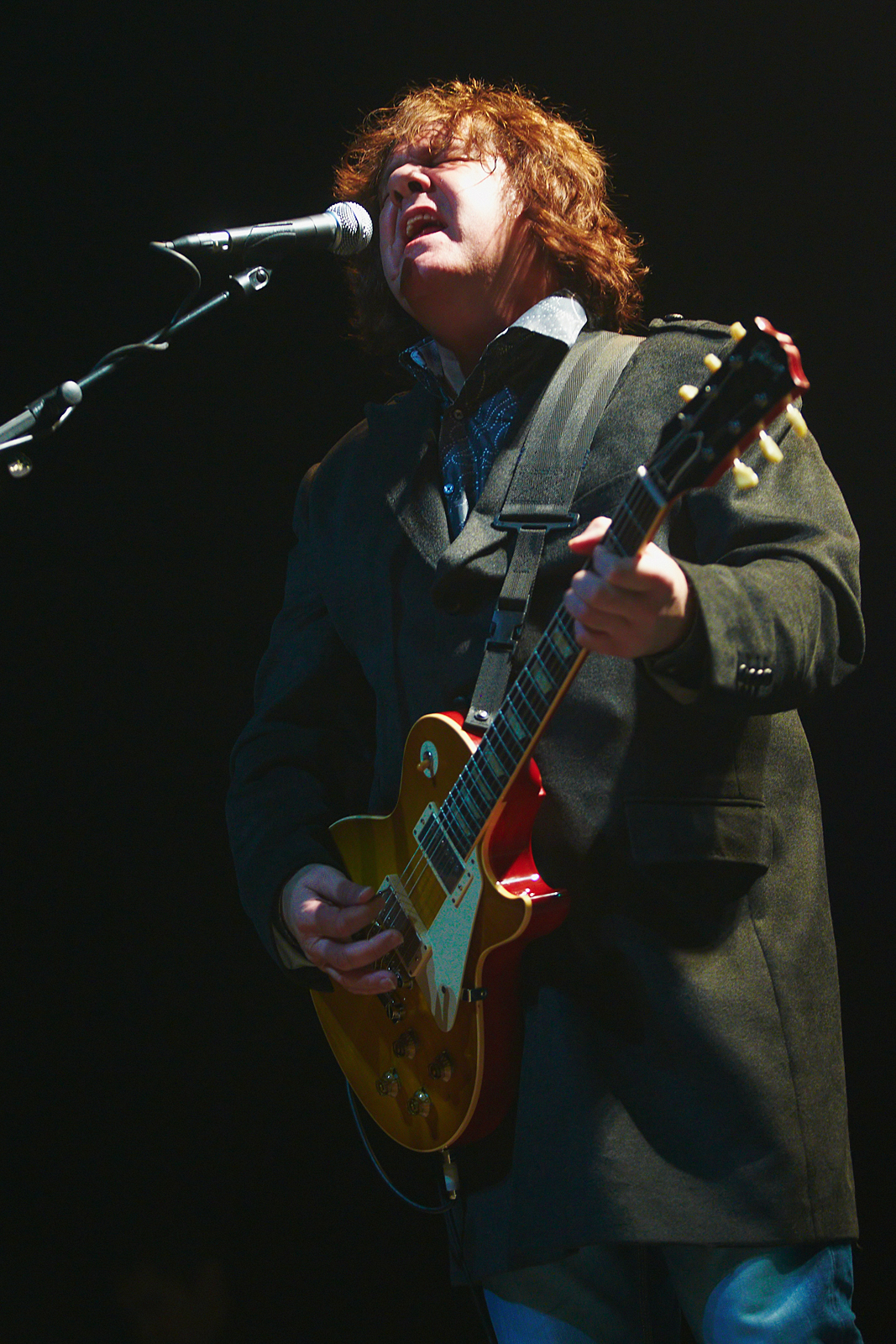
Gary Moore en vivo en 2010.

Durante las pruebas de sonido de la gira de After the War, el guitarrista incluía jamathons de blues y fue entonces cuando se formuló la idea de hacer un álbum de ese género musical. Moore no estaba conforme con la música que estaba haciendo por ese entonces, afirmando que «de repente, no sabía quién había hecho esos álbumes. Ya no me reconocía en ninguno de ellos». Su amigo Eric Bell contó que en una noche otoñal de 1989, él lo llamó para decirle que se había aburrido del metal. Su mánager Steve Barnett les informó a los ejecutivos de Virgin Records sobre este eventual álbum de blues, pero ellos no lo tomaron como una de sus producciones, sino más bien como un proyecto paralelo a su carrera. Con la ayuda del bajista Andy Pyle, el batería Graham Walker y el pianista Mick Weaver, Moore grabó unas maquetas las que posteriormente Barnett presentó a Virgin, quienes les vieron un potencial. Ya con el apoyo de su casa discográfica, el 26 de marzo de 1990 salió a la venta Still Got the Blues, que incluye composiciones propias, versiones de otros artistas de blues y la presencia de los guitarristas Albert King, Albert Collins y George Harrison como artistas invitados. A pesar del cambio de estilo, Still Got the Blues se convirtió en su álbum más exitoso, con ventas que superan los seis millones de copias a nivel mundial. Su principal sencillo, «Still Got the Blues (For You)», mantuvo su popularidad en los países escandinavos, puesto que logró estar entre los diez más vendidos de sus respectivas listas musicales, inclusive consiguió un disco de oro en Suecia. En 1990, con la banda de apoyo The Midnight Blues Band integrada por Andy Pyle, Graham Walker, Don Airey y una sección de vientos, dio varias presentaciones por Europa. De ellas, el concierto del 12 de junio en el Festival de Jazz de Montreux (Suiza) se editó posteriormente en DVD. Por otro lado, figuró como artista invitado en el disco Traveling Wilburys Vol. 3 (1990) del supergrupo Traveling Wilburys liderado por George Harrison.
En 1992 publicó After Hours, el cual resultó ser muy similar a su anterior producción en cuanto a estilo y estructura. Contó con canciones propias, versiones de blues y, esta ocasión, con la participación especial de Albert Collins en «The Blues is Alright» y B.B. King en «Since I Met You Baby». Ingresó entre los diez álbumes más vendidos en las listas musicales de varios países, incluyendo el primer lugar en Suecia y Suiza. Además, logró la cuarta casilla en el UK Albums Chart, estableciéndose como su álbum mejor posicionado en ese conteo. Por el contrario, en los Estados Unidos se situó en el lugar 145 en el Billboard 200, siendo su último trabajo en entrar en esa lista. Si bien fue certificado con discos de oro y platino, sus ventas fueron modestas en comparación con Still Got the Blues. En un poco más de un año salió a la venta su producción en vivo Blues Alive, su segundo trabajo consecutivo en posicionarse en el top 10 en la lista británica.
En 1993 formó el power trio Bruce–Baker–Moore junto con Jack Bruce y Ginger Baker. Conocidos como BBM, en 1994 editaron el disco de blues rock Around the Next Dream a través de Virgin Records, cuyas canciones las escribió principalmente Moore con contribuciones de Bruce y Baker. Su única producción logró el puesto 9 en el UK Albums Chart y su sencillo «Where in the World» alcanzó la posición 57 en el UK Singles Chart. Después de un tour por el Reino Unido y Europa continental, la banda se separó por los choques de personalidad entre los miembros, así como por los problemas de oído que el guitarrista sufrió durante la gira. Enfocado nuevamente en su carrera solista en 1995 publicó Blues for Greeny, un álbum tributo a una de sus principales influencias, el guitarrista Peter Green. Considerado como uno de sus mejores álbumes por el sitio web AllMusic, se situó en el puesto 14 en la lista británica.

### Finales de los noventa y la experimentación musical

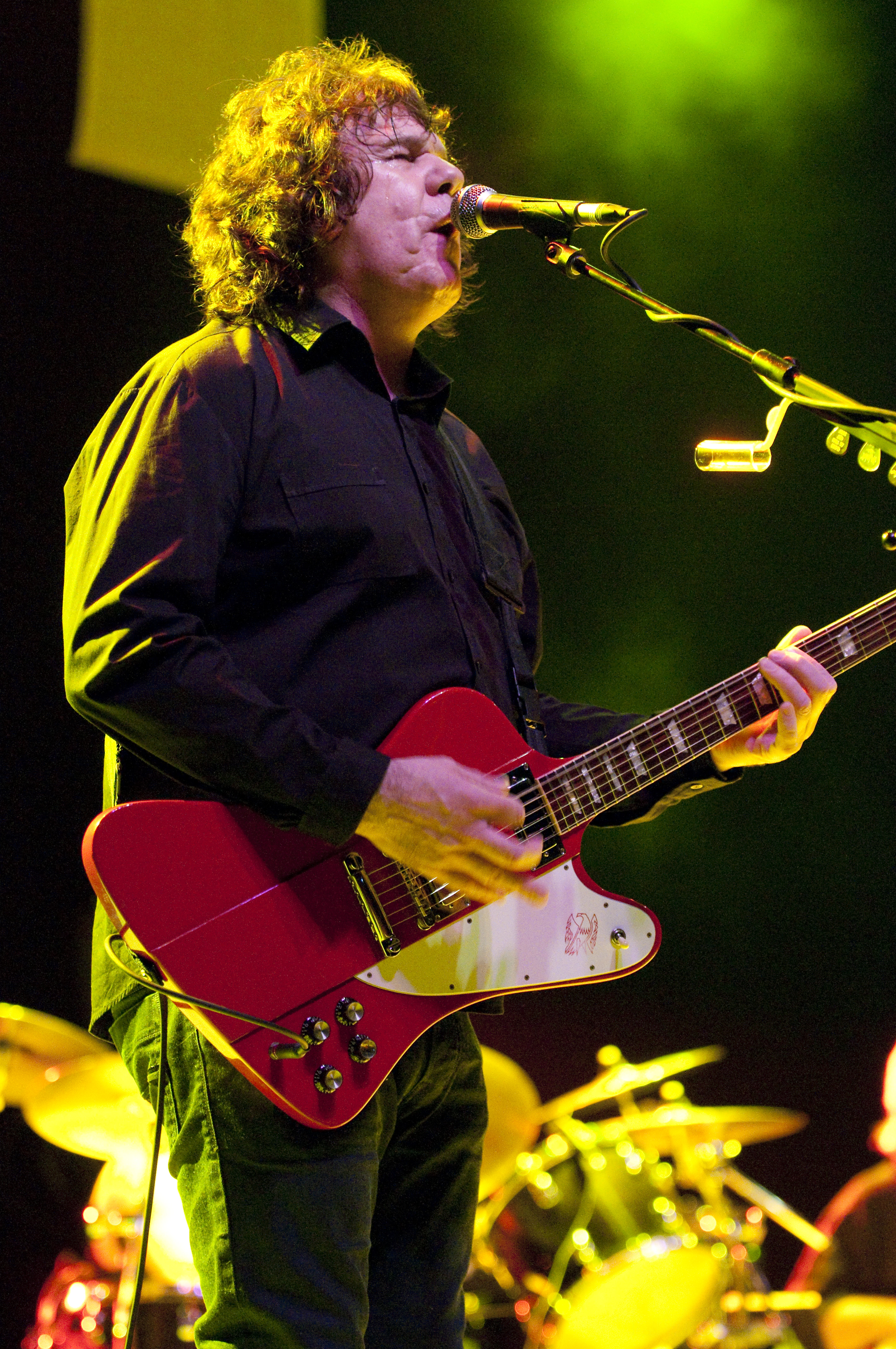
Gary Moore en vivo tocando una Gibson Firebird en 2005.

Para la segunda parte de la década de 1990 el guitarrista optó por experimentar con los sonidos contemporáneos. En 1997 con Dark Days in Paradise se enfocó mayormente en el pop y el empleo de ritmos electrónicos, aunque sin perder del todo el blues rock y hard rock. Este cambio de estilo no impidió que mantuviera su popularidad en las listas europeas, ya que en varias de ellas se posicionó entre los treinta álbumes más vendidos. Dos años más tarde, sin las obligaciones contractuales con Virgin Records, salió al mercado A Different Beat, cuyo sonido estaba alejado de todo lo que había hecho con anterioridad. Con el dance como principal estilo musical, su último disco de la década recibió una escasa atención, ya que solo ingresó en las listas alemana y británica en las casillas 60 y 133 respectivamente. En 2001, sobre este cambio de estilo en estos dos últimos álbumes Moore comentó: «La mayoría de los músicos hacen el mismo disco cada vez, y eso está bien (...) Pero las personas a las que respetaba cuando era pequeño, como Jeff Beck, no tenían miedo de probar algo nuevo. Yo siempre he tratado de seguir esa regla. Me habría aburrido si no lo hubiera hecho».

### Los años 2000
Con la llegada del nuevo milenio, retomó su carrera ligada al blues con el disco Back to the Blues (2001). Con una temática similar a Still Got the Blues y After Hours, esta nueva producción lo posicionó nuevamente en las listas musicales europeas. No obstante, en 2002 realizó una pausa para reencontrarse de manera parcial con el hard rock con el proyecto Scars, un power trio formado con el bajista Cass Lewis de Skunk Anansie y el batería Darrin Mooney de Primal Scream. En ese mismo se lanzó su única producción titulada Scars y debutó en la posición 90 en el UK Albums Chart. Después de una gira europea en 2002, al año siguiente fue parte del cartel del Monsters of Rock Tour por el Reino Unido junto con Whitesnake y Y&T. Su presentación del 22 de mayo en Glasgow se editó en septiembre en formato DVD y CD con el nombre de Live at Monsters of Rock. Por aquel mismo tiempo, Virgin y EMI Records publicaron una variedad de álbumes recopilatorios como The Best of the Blues, Parisienne Walkways - The Blues Collection y Have Some More: The Best of Gary Moore. Este último alcanzó el puesto 7 en Finlandia y fue certificado con disco de oro. En 2004 regresó nuevamente al blues con Power of the Blues, grabado con Mooney y su antiguo colaborador en la década de 1980, Bob Daisley. Si bien en estructura es idéntico a sus anteriores trabajos de blues con canciones propias y versiones de otros artistas, Hal Horowitz de AllMusic lo consideró como «otra entrada estelar en su abultado catálogo». En septiembre fue uno de los músicos que participaron en el concierto que conmemoraba el 50° aniversario de la guitarra Fender Stratocaster, en donde interpretó una versión de «Red House» de Jimi Hendrix. Esta presentación se lanzó como DVD en 2005 con el título The Strat Pack: Live in Concert.
En enero de 2005 formó el supergrupo benéfico One World Project junto con los artistas Boy George, Steve Winwood, Barry Gibb, Rick Wakeman y Brian Wilson, entre otros. En ese mismo mes sacaron a la venta el sencillo «Grief Never Grows Old» y dieron una presentación en el Millenium Stadium de Cardiff, cuyas ventas se destinaron para apoyar al Comité de Emergencias para Desastres en su labor en el terremoto del océano Índico de 2004. En menos de un año, el sencillo alcanzó el puesto 4 en la lista británica. Por su parte, el 20 de agosto realizó un concierto especial en el Point Theatre de Dublín, en donde se reunió con sus excompañeros de Thin Lizzy: Brian Downey, Eric Bell, Brian Robertson y Scott Gorham. Registrado en video, en 2006 la presentación se comercializó en DVD con el título de One Night in Dublin: A Tribute to Phil Lynnott. En ese mismo año con Darrin Mooney (batería), Don Airey (teclados) y Jonathan Noyce (bajo) sacó al mercado su primera producción con Eagle Records, Old New Ballads Blues, que reunió antiguas y nuevas baladas de blues. Con la misma premisa, pero con una nueva alineación integrada por Pete Rees (bajo), Vic Martin (teclados) y Brian Downey (batería) editó en 2007 Close As You Get. En menos de un año y con Sam Kelly como nuevo batería, salió a la venta Bad for You Baby, el cual se convirtió inesperadamente en su última producción de estudio editada con vida. En octubre de 2009 tomó contacto nuevamente con Neil Carter para contarle que quería formar una banda y volver a tocar rock, incluso había escrito nuevas canciones que mezclaban dicho género musical con la música celta, similar a lo que había hecho en Wild Frontier (1987). Junto con Darrin Mooney, Jonathan Noyce y Carter, Moore realizó una gira por Europa en donde tocó algunos de sus éxitos de la década de 1980. El 30 de octubre de 2010 tocó por última vez en vivo en Moscú.

## Fallecimiento

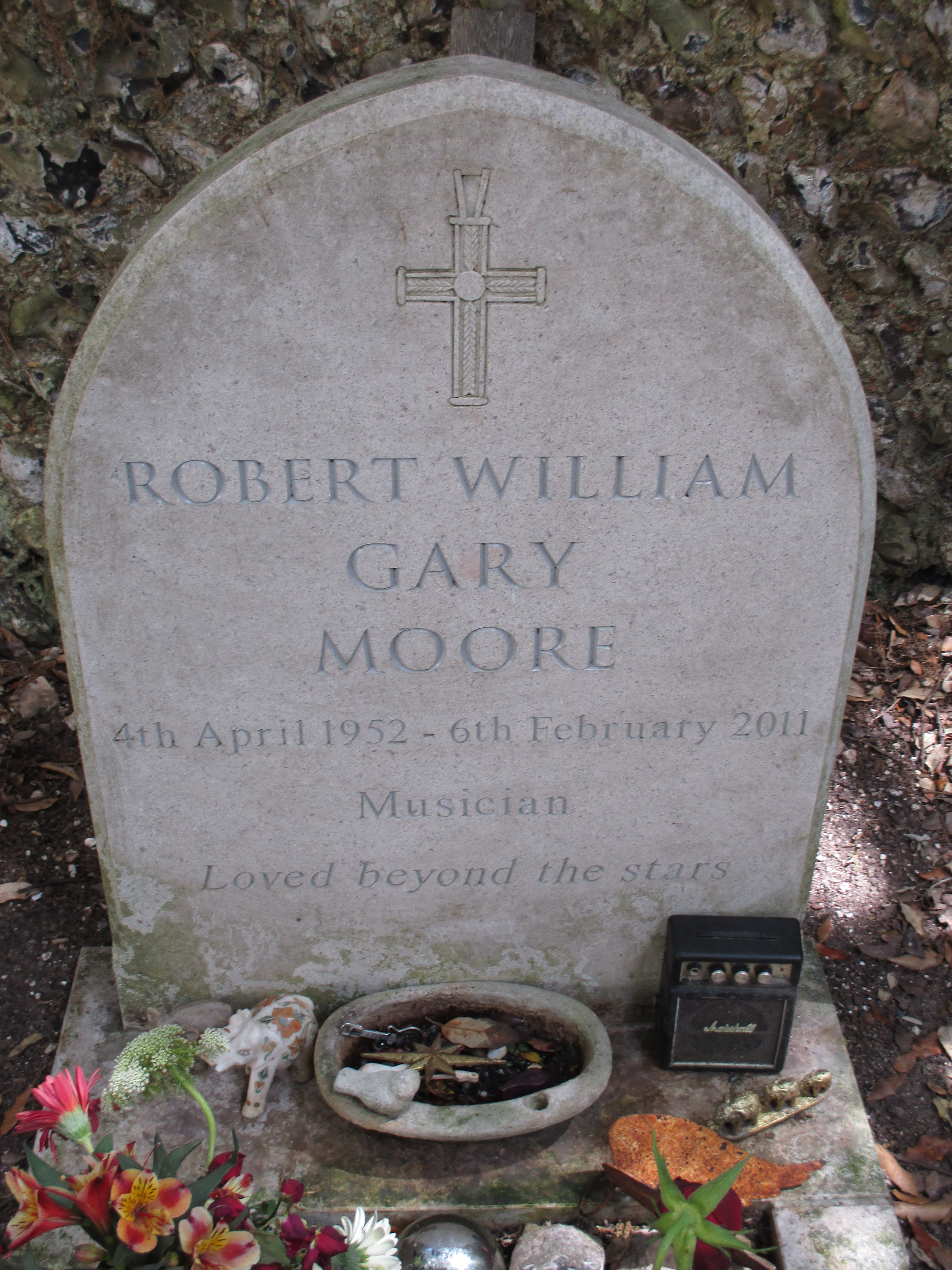
Lápida de Gary Moore en el cementerio St. Margaret de Rottingdean.

El 6 de febrero de 2011, a la edad de 58 años, falleció mientras dormía en una de las habitaciones del Kempinski Hotel Bahía en Estepona, España. Según su novia, con quien pasaba unas vacaciones en dicha ciudad, cenaron tranquilamente y luego se trasladaron a la habitación sin problemas. Ella dio la alarma a las 4:00 a. m. siendo atendido por el servicio del hotel y, posteriormente, por policías, que le dieron masajes al corazón para salvarlo pero sin éxito. Según informó la policía española, su cuerpo no presentaba signos de violencia, por lo que no se abrió ningún tipo de investigación. La autopsia practicada al cuerpo del guitarrista reveló que su muerte fue causada por un infarto agudo de miocardio. La noticia la dio a conocer el mánager de Thin Lizzy, Adam Parsons.
Según el medio inglés The Daily Telegraph, el ataque cardíaco que sufrió se provocó por una gran cantidad de alcohol que había consumido la noche de su muerte. Moore tenía 380 mg de alcohol por decilitro (100 mililitros) de sangre en su organismo (0,38 %), que significa que presentaba cinco veces la concentración permitida de alcohol en el organismo en un examen de conducir en el Reino Unido y casi ocho veces más según la ley española. De acuerdo con el periodista Mick Wall, el guitarrista tuvo problemas con el alcohol durante sus últimos años de vida.
La familia decidió no hacer el funeral en su natal Belfast, sino en la pequeña localidad de Rottingdean, en el condado inglés de Sussex Oriental, donde vivió los últimos quince años de vida y, además, hogar de sus hijos. La ceremonia se realizó en la iglesia St. Margaret con la presencia de familiares, entre ellos sus hijos Saoirse, Lily, Jack y Gus, y amigos íntimos. Además de discursos y palabras en su nombre, su hijo Jack junto a su tío Cliff Moore tocaron en guitarra una versión de «Danny Boy», mientras que al final de la ceremonia, durante la salida del ataúd de la iglesia, se interpretó la canción «What a Wonderful World» de Louis Armstrong. Sus restos descansan en el cementerio de la iglesia St. Margaret.

### Trabajos póstumos
En septiembre de 2011 se publicó su primer trabajo póstumo, el disco compacto y DVD Live at Montreux 2010. Grabado en el Festival de Jazz de Montreux, esta fue su última presentación filmada en vivo e incluyó tres nuevas canciones que iban a ser parte de un nuevo disco de estudio que quedó inconcluso debido a su muerte. Un año después salió a la venta Blues for Jimi, un disco tributo a Jimi Hendrix, cuya presentación en vivo se grabó en 2007 y contó con presencia de Billy Cox y Mitch Mitchell de The Jimi Hendrix Experience. Posteriormente, se lanzaron dos álbumes en vivo Live at Bush Hall 2007 (2014) y Live from London (2020), los cuales ingresaron en el UK Albums Chart en los puestos 70 y 80 respectivamente. En 2021, Provogue Records editó un álbum de estudio titulado How Blue Can You Get el que contó con ocho canciones inéditas; aunque sin especificaciones de cuando ni donde se registraron. Este ingresó en algunas listas europeas entre los veinte más vendidos, por ejemplo logró el puesto 12 en Países Bajos.

## Vida personal
De acuerdo con sus conocidos, en su niñez era tranquilo y prefería practicar con su guitarra que jugar al fútbol como los demás niños del barrio en donde creció. Con su padre como principal promotor, siempre soñó con convertirse en una estrella de rock y estaba obsesionado con su guitarra y la escena musical, por ello los otros niños lo consideraban como un extraño.
Alguna vez se le comparó su carácter con el de Ritchie Blackmore y existió el rumor de que era difícil trabajar con él. No obstante, él respondió que nunca tuvo problemas con la gente por su personalidad, sino más bien en lo musical porque era exigente y perfeccionista con su propio trabajo. Más tarde, Don Airey afirmó que ese perfeccionismo iba en detrimento suyo. Inclusive, Eric Bell comentó que lo «destruía cuando hacía malas presentaciones», aunque ellas no eran malas per se.
Durante su paso por Thin Lizzy se involucró con drogas y alcohol, pero siempre estuvo en desacuerdo con el tipo de vida que llevaban sus compañeros, lo que derivó en sus posteriores salidas del grupo, primero en 1974 y luego en 1979. Glenn Hughes, con quien originalmente formó el proyecto G-Force, comentó que Moore estaba en contra de cualquier comportamiento drogadicto. El guitarrista aseguró que el líder de Colosseum II, Jon Hiseman, lo enderezó en ese sentido.
A mediados de los años 1970, sufrió un trágico episodio que lo marcó de por vida. Mientras se encontraba en un bar en Dingwalls, dos hombres comenzaron a molestar a su novia y, tras enfrentarse a ellos, uno de los hombres rompió una botella en la barra y le cortó la cara. Las cicatrices tuvieron un gran impacto en él. Eric Bell comentó: «Lo cambió. Gran parte de esa ira y emoción reprimidas saldrían en su forma de tocar. Y también salió de otras formas. Debe ser difícil volver de algo así». Durante la década posterior, ocultaba sus cicatrices en fotografías y videos mirando hacia abajo o siendo encuadrado desde la distancia, inclusive se les solicitaba a la prensa que lo entrevistaba, que lo grabara de determinado enfoque. Su novia por aquel entonces era la modelo Donna Campbell, con quien tuvo una relación de casi cinco años. Ella fue la musa de Thin Lizzy en los setenta y en el álbum Back on the Streets figuró en la portada del disco, tuvo créditos como cocompositora de las canciones e incluso Moore le dedicó el tema «Song for Donna».
Entre 1985 y 1993 estuvo casado con Kerry y tuvo con ella dos hijos, Gus y Jack. Luego mantuvo una relación con la artista Jo Rendle, de la cual se separó en 2010. Con ella tuvo a Lily. El artista también tenía otra hija llamada Saoirse.

## Estilo musical

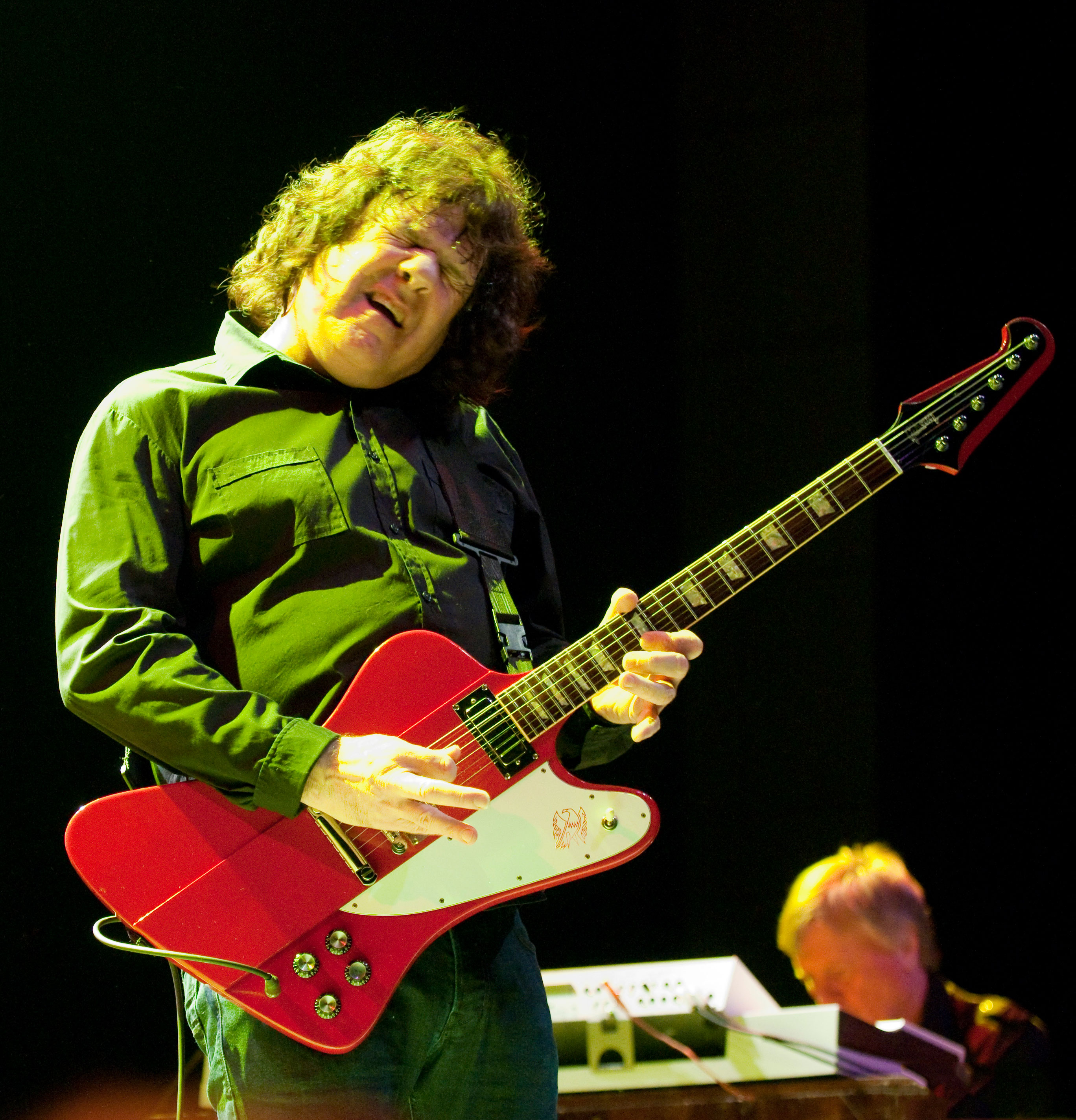
Gary Moore era conocido por realizar expresiones faciales mientras tocaba, aunque aseguró que era una acción inconsciente.

A lo largo de su extensa carrera, ya sea como solista o en agrupaciones musicales, tuvo una trayectoria ecléctica, ya que tocó hard rock, heavy metal, blues, rock y jazz fusión, entre otros estilos. En ese sentido, Don Airey lo llamó «un genio» y Bernie Marsden mencionó que «podía tocar literalmente cualquier estilo». Debido a ello, en ocasiones se le acusó de perseguir tendencias, pero él lo negó afirmando que siempre había hecho lo que quería hacer en el preciso momento.
Como compositor, muchas de las canciones que escribió eran autobiográficas o trataban temas que eran importantes para él. Como guitarrista, distintos críticos y publicaciones lo consideraron un virtuoso. Dominaba las escalas mayor, menor natural, pentatónica, la de blues y en gran medida, al igual que otros guitarristas de rock y blues, la pentatónica menor. Su interpretación era melódica, rápida y técnica, ejecutaba el legato, hammer-on, pull-off, shred, bend y el trino, y alternaba el vibrato en ocasiones agresiva y suavemente. Además, nunca permitió que su forma de tocar rápido comprometiera el sentimentalismo, aplicando en sus solos ambas habilidades. Un claro ejemplo de ellos son los de «Still Got the Blues (For You)», «The Messiah Will Come Again» y «One Day». Moore solía usar la pastilla del mástil de la guitarra para las canciones más melódicas, mientras que la pastilla del puente para las más agresivas. Por su parte, prefería emplear el dedo del medio junto con su índice para muchos de los cortes y podía sostener un bending por varios segundos.
Sobre su estilo, el guitarrista indicó que Albert King le dio el mejor consejo, el valor de dejar espacio: «Cuando adquieres el hábito de dejar un espacio, te conviertes en un mejor intérprete. Si tienes un estilo expresivo y puedes expresar tus emociones a través de tu guitarra, y tienes un gran tono, crea mucha tensión para la audiencia. Todo se reduce a la sensación. Si tienes una idea del blues, eso es una gran parte. Pero tienes que dejar ese espacio».
Moore también era conocido por tener expresiones de dolor mientras actuaba, algo que dijo que no era una acción consciente. Cuando se le preguntó al respecto, dijo: «Cuando estoy tocando, me pierdo por completo y ni siquiera soy consciente de lo que estoy haciendo con mi cara, solo estoy tocando».

## Guitarras y otros equipos

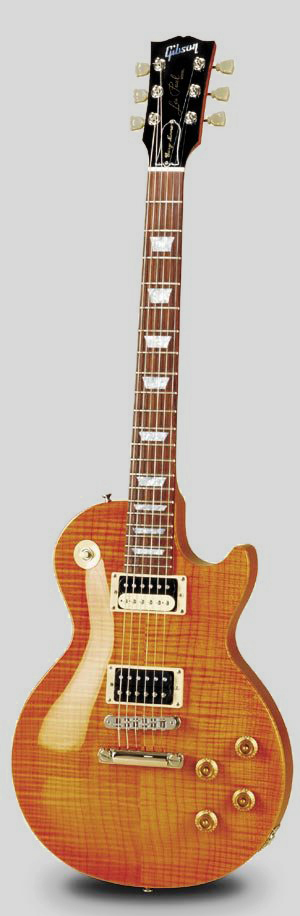
La Gibson Les Paul Signature Gary Moore.

A principios de la década de 1970, Moore le compró la guitarra Gibson Les Paul 1959 a Peter Green por un valor cercano a 100 libras esterlinas. Aunque le ofreció más, el fundador de Fleetwood Mac le dijo que no le importaba el dinero y solo quería que él la tuviera. Apodada «Greeny», gran parte de su carrera estuvo asociado a esta guitarra y con ella grabó varias canciones durante los años setenta, entre ellas su primer éxito solista «Parisienne Walkways». En 2006, debido a problemas financieros, la vendió por un precio estimado entre 750 000 y 1,2 millones de dólares según fuentes no oficiales. Posteriormente, coleccionistas privados la tuvieron en su poder, entre ellos Phil Winfield quien la vendió por dos millones de dólares y desde 2014 es propiedad de Kirk Hammett. Esta guitarra es única, puesto que «(...) la pastilla se gira [...] Está en la dirección opuesta, así que cuando tocas con ambas pastillas en la posición media, crea un sonido fuera de fase que suena como una Fender Stratocaster», según Hammett.
Además de la Gibson Les Paul, en la década de 1980 también utilizó una Fender Stratocaster Fiesta Red de 1961 que le perteneció al cantante inglés de rock and roll Tommy Steele. En conmemoración al quinto aniversario de su muerte, Fender Custom Shop lanzó una réplica edición limitada de ella. Adicionalmente tuvo dos Charvel equipados con trémolos Floyd Rose y pastillas EMG, guitarras Hamer, tres PRS, una con resonador marca Ozark y una Takamine acústica de doce cuerdas, de la cual solo existieron dos, la otra le perteneció a Greg Lake. Cuando fue parte del power trio BBM compró una Gibson Firebird 1964 y poseyó además una Gibson Les Paul Junior de 1959, una Fender Stratocaster de 1963, una Gibson ES-335 de 1964 y una Fender Telecaster de 1968. Para la grabación de Still Got the Blues contó con varias guitarras, de ellas destacó una Gibson Les Paul 1959 que adquirió en 1988 y gracias a sus constantes apariciones en vivo durante las décadas de 1990 y 2000 se convirtió en su instrumento insignia. Apodada «Stripe», esta poseía unos afinadores nuevos marca Grover y un nuevo traste, y la usaba junto a una nueva edición del amplificador Marshall JTM45 junto con un pedal Guv'nor. A principios de los años 2000, Gibson Guitar Corporation sacó al mercado la Gary Moore BFG Les Paul, que poseía las modificaciones específicas usadas por Moore, como por ejemplo tenía un P-90 en el cuello. En 2013, Gibson lanzó otra Les Paul Signature Gary Moore basada en «Greeny». Después de su muerte, muchas de sus guitarras fueron subastadas, entre ellas destacaron una Fender Stratocaster de 1963 que le regaló Claude Nobs —fundador del Festival de Jazz de Montreaux—, una Fritz Brothers Roy Buchanan Bluesmaster, una Gibson Les Paul Standard VOS Collector's Choice No. 1 Artist's Proof No. 3 de 2011 —basada en «Greeny»— y una Gibson Firebird 1 de 1964.
Gary Moore principalmente usó amplificadores Marshall como el JTM45 de 1989, 1960 TV Cab, Lead and Bass de 1974 y 1930 2x10 combo. También empleó de las marcas Fender, Dean Markley y Gallien-Krueger. En cuanto a pedales de efectos en los ochenta utilizó Boss DS-1, Ibanez Tubre Screamer ST-9, Roland Space Echo, Roland SDE 3000 Digital Delay y Roland Dimension D. Desde Still Got the Blues en adelante sumó una variedad de efectos de T-Rex Engineering, Ibanez Tube Screamer TS-10 Classic y Marshall Guv'nor. En el estudio, desde finales de los ochenta utilizó pedales Alesi Midiberd II. Por otro lado, comenzó a tocar con cuerdas de calibre .009-.046, antes de cambiar a .010-.052 y más tarde a .009-.048.

## Influencias
Una de sus principales influencias fue el guitarrista y fundador de Fleetwood Mac, Peter Green. La primera vez que lo vio en vivo aún tocaba en John Mayall & the Bluesbreakers y en 1970 lo conoció en persona una vez que Skid Row abrió los conciertos de Fleetwood Mac. Al poco tiempo, se hicieron amigos y Green le vendió su guitarra Gibson Les Paul, también conocida como «Greeny». A modo de agradecimiento, en 1995 Moore lanzó el álbum tributo Blues for Greeny en el que versiona algunos de sus éxitos y ha sido considerado por el propio guitarrista como su primer álbum de blues puro.
Otra gran influencia fue Eric Clapton, a quien escuchó por primera vez en el disco Blues Breakers with Eric Clapton (1966) y tuvo un impacto en su vida: «A los dos segundos de la pista inicial, me quedé impresionado. El sonido de la guitarra en sí era muy diferente. Podías escuchar el blues, pero antes de eso, toda la guitarra que escuchabas en el rock, bueno, en el pop, había sido muy seria, muy educada. Solo escucha a los primeros Beatles y The Shadows para ver a qué me refiero. Fueron geniales, pero Eric Clapton lo trascendió por completo». Entre sus otras influencias, él citó a Jeff Beck, Hank Marvin, John Mayall, George Harrison, Mick Taylor, Albert King, Albert Collins, B.B. King y Jimi Hendrix.

## Legado
Desde su muerte una gran variedad de músicos le han dedicado palabras, tanto en algunas entrevistas como en sus propias páginas web, reconociendo su legado y labor dentro de la música. Algunos de ellos han sido Ozzy Osbourne, Brian Downey, Scott Gorham, Roger Taylor, Eric Singer, Kirk Hammett, Doug Aldrich, Tony Iommi, Ron Thal, Danny Jones, Sharon Osbourne, Bob Geldof, Bryan Adams, Mikael Åkerfeldt, Alex Lifeson, Paul Rodgers, Butch Walker y Henry Rollins, entre otros.
Por otro lado, una variedad de guitarristas tanto de blues, hard rock y heavy metal lo han citado como una de sus influencias tales como Kirk Hammett, Doug Aldrich, Joe Bonamassa, Paul Gilbert, Zakk Wylde, Vivian Campbell, Chris Robertson, Randy Rhoads, John Sykes, Damon Johnson y Adrian Smith, entre otros. Asimismo, el guitarrista de blues alemán Henrik Freischlader lo consideró su maestro y en 2017 lo homenajeó con el disco Blues for Gary. Algunas de sus canciones han sido versionadas por una variedad de artistas como Thyrfing, Nightwish, Peter Gallagher, Eric Clapton, Sass Jordan, Vargas Blues Band, Tribe of Gypsies, Primal Fear, Michael Schenker y Sonata Artica, entre otros.
A pesar de que gozó de un éxito comercial en Europa durante gran parte de su carrera, este nunca se reflejó en los Estados Unidos, en donde fue prácticamente un desconocido. Por ello, el sitio Allmusic lo llamó como uno de los guitarristas de rock más subestimados. Gary Moore es recordado como uno de los guitarristas más talentosos, técnicamente capacitados e interesantes de la historia del blues, quien tomó la forma tradicional de ese estilo y la fusionó con heavy rock y shred, según el sitio especializado Happy Bluesman. Joe Bonamassa alguna vez dijo: «Mientras que Estados Unidos tenía a Stevie Ray Vaughan, Europa tenía a Gary Moore». El guitarrista de blues y una de sus influencias musicales Albert King dijo: «No pensé que pudiera tocar. Pensé que era solo otro chico tratando de entrar en el mundo del blues... pero escuchar a ese chico tocar las cosas más salvajes... Golly Moses, ¿de dónde vino?». Posteriormente, varias publicaciones especializadas lo han posicionado en sus conteos de los mejores guitarristas. Louder lo colocó en el puesto 15 de los 50 mejores guitarristas de todos los tiempos; Total Guitar lo situó en el lugar 14 de los 100 grandes guitarristas de todos los tiempos y Classic Rock lo incluyó en su lista de los 100 héroes de la guitarra más influyentes.

## Homenajes
Con el paso de los años se han realizado diversos conciertos conmemorativos en homenaje a su trayectoria; el primero aconteció el 12 de marzo de 2011 en el Duff's Brooklyn de Nueva York. El 18 de abril del mismo año, Eric Bell junto con otros artistas irlandeses realizaron otro en su honor en el Whelan's Bar de Dublín llamado The Gig for Gary. Por su parte, el 4 de abril de 2012 en Budapest se llevó a cabo un espectáculo en su memoria, de cuyas donaciones recaudadas se pagó un árbol y una placa memorial con forma de uñeta con su nombre que desde ese año está plantado en la plaza Eiffel de esa ciudad. Con motivos del primer aniversario de su muerte, desde el 5 de abril hasta el 30 de junio de 2012 el Oh Yeah Music Centre de Belfast presentó una exposición que celebró su vida y obra. Entre los objetos exhibidos destacó su Gibson Les Paul negra y una placa que la Sociedad de Blues de Belfast le confirió al artista en 1992.
En julio de 2013 en la ciudad noruega de Skånevik —específicamente en una pequeña isla al frente de su costa— instalaron una estatua con su figura, ya que allí se celebra cada año el Skånevik Blues Festival y que en las últimas versiones fue el artista que más veces se subió a ese escenario.
Para conmemorar lo que hubiese sido su cumpleaños número sesenta y cinco, su hijo Jack junto con el guitarrista Danny Young publicaron una canción titulada «Phoenix», en cuyo videoclip Jack tocó la Gibson Firebird III color turquesa de su padre.
En 2018, Bob Daisley sacó a la venta el álbum tributo Moore Blues for Gary – A Tribute to Gary Moore y contó con la colaboración de varios músicos entre ellos Steve Lukather, Joe Lynn Turner, Ricky Warwick, Steve Morse, entre otros. El 12 de abril de 2019 se llevó a cabo una nueva edición del Gig for Gary en el Empire Music Hall de Belfast, con el objetivo de recaudar dinero para erigir una estatua en su memoria. En agosto de 2020 Über Röck anunció la realización de un concierto para el 6 de febrero de 2021 para rememorar el décimo aniversario de su fallecimiento. No obstante, el evento fue cancelado debido a las restricciones generadas por la pandemia de COVID-19.

## Discografía

### Álbumes de estudio
| - 1973: Grinding Stone - 1978: Back on the Streets - 1982: Corridors of Power - 1983: Victims of the Future - 1984: Dirty Fingers - 1985: Run for Cover - 1987: Wild Frontier - 1989: After the War - 1990: Still Got the Blues - 1992: After Hours | - 1995: Blues for Greeny - 1997: Dark Days in Paradise - 1999: A Different Beat - 2001: Back to the Blues - 2002: Scars - 2004: Power of the Blues - 2006: Old New Ballads Blues - 2007: Close As You Get - 2008: Bad for You Baby - 2021: How Blue Can You Get |